# Ieronim Petrovich Uborevich
Ieronim Petrovich Uborevich (tiếng Litva: Jeronimas Uborevičius; ngày 14 tháng 1 năm 1896 - 12 tháng 6 năm 1937) là một chỉ huy quân đội Liên Xô của trong cuộc nội chiến Nga. Trong cuộc đại thanh trừng, ông bị xử tử vào tháng 6 năm 1937 và được phục hồi danh dự sau năm 1957.

## Tuổi trẻ
Uborevich sinh ra trong một gia đình nông dân Litva ở Užpaliai. Từ năm 1909 đến 1914, ông học tại một trường trung học ở Daugavpils ở Latvia. Năm 1914–1915 ông học tại Đại học Bách khoa Petrograd. Ông vào học Trường Pháo binh Konstantinovskoye năm 1915. Năm 1916, ông tốt nghiệp và gia nhập Quân đội Hoàng gia Nga.

## Phục vụ quân sự
Uborevich bắt đầu sự nghiệp quân sự của mình trong Chiến tranh thế giới thứ nhất với tư cách một khẩu đội trưởng, rồi sau đó là đại đội trưởng pháo binh trong Quân đội Hoàng gia Nga. Ông gia nhập Đảng Bolshevik vào tháng 3 năm 1917. Vào tháng 1 năm 1918, ông chỉ huy một đội Hồng vệ tại Belarus. Tháng 3 năm 1918, trong Chiến dịch Faustschlag, ông bị thương và bị quân Đức bắt, nhưng đã trốn thoát.
Trong thời Nội chiến Nga, ông phục vụ trong một loạt các chức vụ chỉ huy trong Hồng quân, chỉ huy quân đoàn 9, 13 và 14. Ông đã chiến đấu bên cạnh Mikhail Tukhachevsky trong Chiến tranh Ba Lan - Liên Xô và ngăn chặn cuộc nổi dậy Tambov năm 1921. Năm 1922 ông trở thành Bộ trưởng Chiến tranh, Tư lệnh quân đội của Cộng hòa Viễn Đông ngắn ngủi, một vùng đệm giữa Nga và Nhật Bản. Năm 19245, ông trở thành tư lệnh Quân khu Ural, rồi Quân khu Bắc Caucasus năm 1925, và sau đó Quân khu Moskva vào năm 1928. Ông làm Phó Chủ tịch Hội đồng Quân sự Cách mạng từ năm 1930 đến năm 1931. Từ năm 1931-1937, ông là Tư lệnh Quân khu Belorussia.

## Đại thanh trừng
Uborevich đã bị bắt trong cuộc đại thanh trừng của Hồng quân. Ông bị xử tử vào tháng 6 năm 1937 và được phục hồi danh dự sau năm 1957.